# 柴庄镇
柴庄镇，是中华人民共和国陕西省商洛市柞水县一个已撤销的乡级行政区，2015年，陕西省民政厅批复同意撤销柴庄镇，将其所辖行政区域划归杏坪镇。